# کهانه
کهانه (به انگلیسی: Khane) یک روستا در پاکستان است که در Mashabrum واقع شده‌است.